# Cercidia levii
Cercidia levii là một loài nhện trong họ Araneidae.
Loài này thuộc chi Cercidia. Cercidia levii được Yuri M. Marusik miêu tả năm 1985.